# 卜拉欣·本達烏德
卜拉欣本達烏德(Brahim Ben Daoud)（出生於1994年5月7日）是法國的職業足球運動員，司職前鋒，現由法國足球乙級聯賽中的阿勒斯-亞維農體育會租借至法國足球丙級聯賽的伊斯特尼斯足球會。

## 職業生涯
阿德里安庫侖作了他的處子登場在2013年9月1–1戰平沙托魯足球俱樂部的法國足球乙級聯賽中。2015年1月被租借至伊斯特尼斯足球會。

## 外部連結
- Brahim Ben Daoud – 法國職業足球聯賽数据 – 支持法语（已存档）
- Soccerway資料庫：卜拉欣·本達烏德
- Brahim Ben Daoud foot-national.com Profile （页面存档备份，存于）